# Ambroise Oyongo
Ambroise Oyongo Bitolo (Ndikiniméki, 22 de junho de 1991) é um futebolista Camaronês que atua como Lateral-Esquerdo. Atualmente, joga pelo Montpellier.

## Carreira
Ernest Mabouka integrou a Seleção Camaronesa de Futebol no Campeonato Africano das Nações de 2017.

## Títulos
Camarões
- Campeonato Africano das Nações: 2017